# Ewelina Hańska
Pour les articles homonymes, voir Hanska et Balzac.
Ewelina Hańska, dite en français Évelyne Hanska, née Rzewuska probablement le 6 janvier 1804 à Pohrebyszcze (Empire russe) et morte le 10 avril 1882 à Paris, est une noble polonaise. Couramment appelée Madame Hanska ou la comtesse Hanska, elle est célèbre pour être tour à tour admiratrice, mécène, amante et enfin épouse de l'écrivain Honoré de Balzac.

## Biographie
Ewelina Konstancja Wiktoria Hańska est issue de la noblesse polonaise, sœur de l’écrivain Henryk Rzewuski et de l'espionne russe Karolina Rzewuska.
Elle est réputée pour sa beauté. Outre le russe et le polonais, elle parle français, anglais et allemand.
En 1819, elle épouse le comte polonais Wacław (Vanceslas) Hański (1782-1841), un maréchal de la noblesse de Volhynie, riche propriétaire terrien, d'environ vingt-et-un ans son aîné et d'une santé fragile. Ensemble, ils auront six enfants dont seule une fille, Anna, née en décembre 1828, survivra.
Retirée dans son domaine de Verkhovnia en Ukraine où elle s'ennuyait profondément, elle était très portée sur le mysticisme et lisait beaucoup de journaux et de romans français, ce qui lui fait découvrir les œuvres d’Honoré de Balzac, dont elle devint une fervente admiratrice.
À l'automne 1831, sans doute en guise de jeu avec ses dames de compagnie, elle envoie une lettre anonyme à Balzac, signée « l'Étrangère ». Cette lettre parvient à Balzac le 28 février 1832. Balzac en accuse réception au moyen d'une annonce dans La Gazette de France le 2 avril 1832. Comme ce journal était interdit en Russie, elle lui envoie une autre lettre en date du 7 novembre 1832, en lui demandant d'accuser réception dans La Quotidienne, ce que Balzac fait dès le 9 décembre. Une correspondance suivie commence dès février 1833, par l'intermédiaire de Henriette Borel, dite Lirette, qui était la gouvernante de sa fille Anna et que Balzac a immortalisée dans le personnage de La Cousine Bette. Au cours des dix-huit ans qui suivent, Balzac lui enverra 414 lettres. Dès la troisième lettre, il lui déclare un amour indéfectible, alors même qu'il ne l'a jamais vue, ne sait pas son âge et ne connaît rien d'elle ; selon Stefan Zweig, l'écrivain voulait ainsi se donner une passion romantique comparable à celles des écrivains et artistes qui défrayaient alors la chronique.
Curieuse de le rencontrer, Évelyne persuade son mari de faire un séjour à Neuchâtel, en Suisse. Ils se rencontrent pour la première fois le 25 septembre 1833 au bord du lac de Neuchâtel. Le comte Hański est un homme taciturne, légèrement excentrique, mais profondément cultivé et, sans rien soupçonner, il est ravi de faire la connaissance d'un écrivain. Les amants parviennent avec difficulté à se rencontrer en tête-à-tête durant quelques heures, mais cela suffit à l’écrivain, qui rentre à Paris follement amoureux, tandis que la comtesse ne reste pas insensible à son charme. Il la revoit peu après à Genève, où il séjourne de la mi-décembre 1833 à la fin janvier 1834. Les amants peuvent enfin se voir longuement le dimanche 26 janvier, « jour inoubliable » pour l'écrivain.

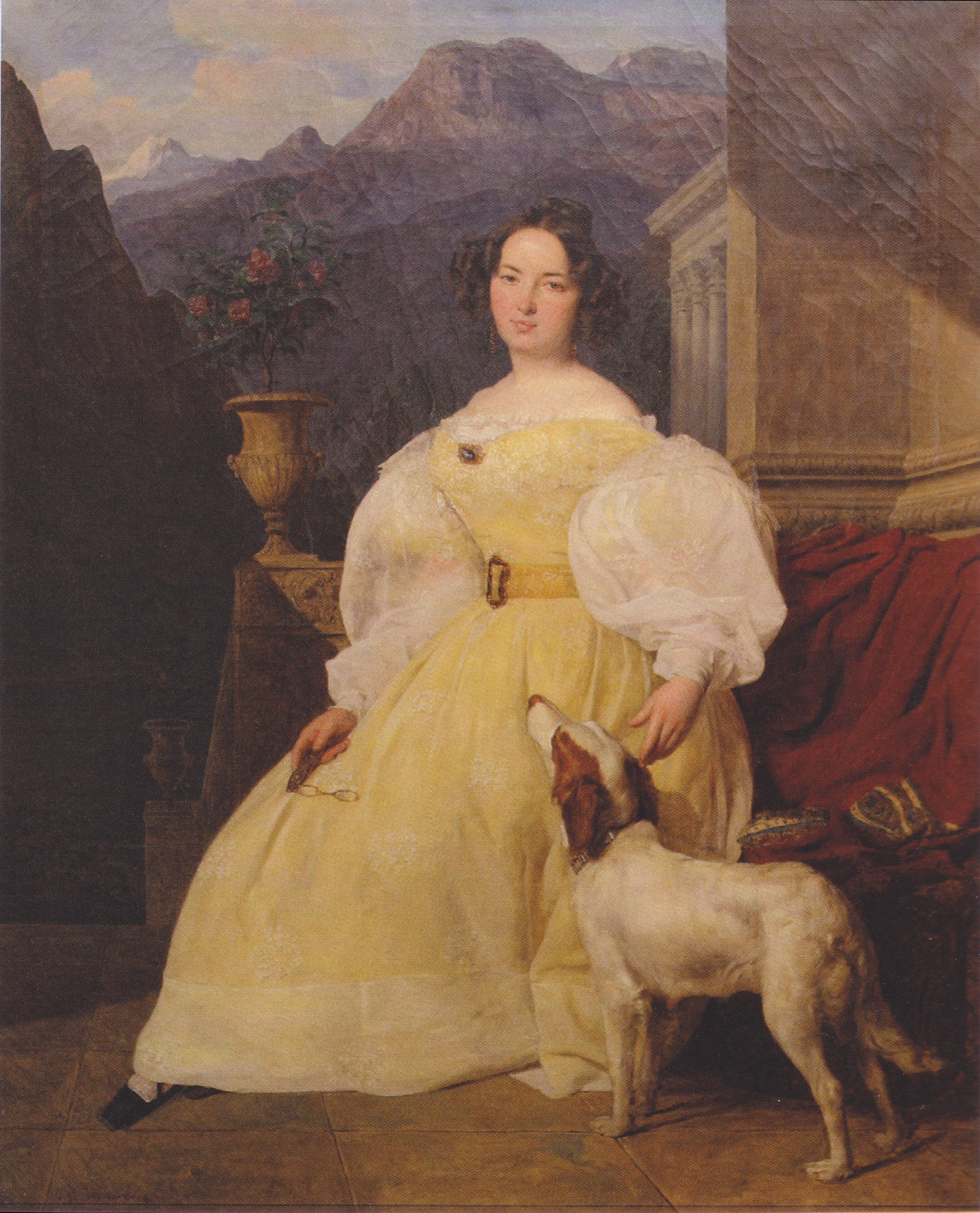
Madame Hanska, 1835
Waldmuller
Musée de Châteauroux.

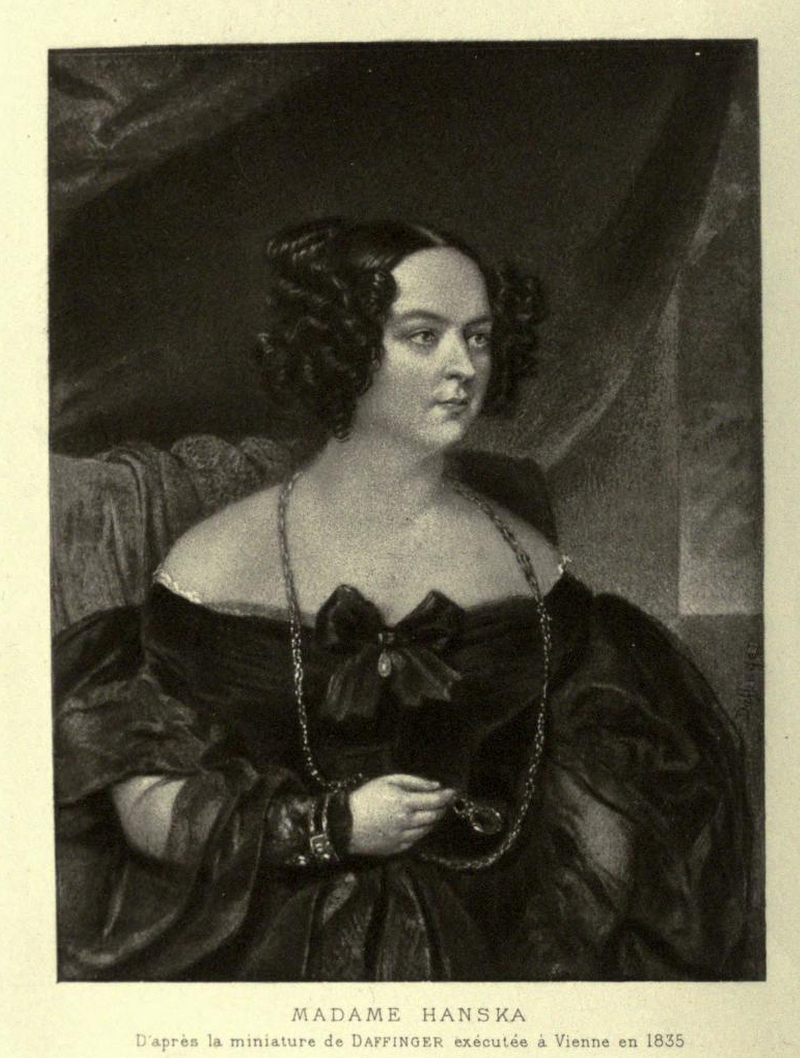
Portrait selon la miniature de Daffinger exécutée à Vienne en 1835.

Elle voyage ensuite avec son mari en Italie, où ils passent plusieurs mois, avant de retourner à Vienne, où elle espère revoir le romancier. Une lettre compromettante de ce dernier est interceptée par le maréchal, mais le romancier lui assure que c'était par jeu, et qu'elle y avait répondu très sévèrement. Balzac peut donc aller la rejoindre à Vienne. Il se met en route le 9 mai 1835, en prétextant la nécessité de faire le repérage des champs de bataille napoléoniens d'Aspern et Wagram. Pour impressionner la haute société de Vienne que fréquente son amante, il loue une calèche, qu'il fait décorer des armoiries de la famille d'Entragues, et se fait accompagner par un valet de pied en livrée. Il y restera jusqu'au 4 juin, sans qu'ils aient eu un seul moment d'intimité. Les amants ne se verront plus durant sept ans.
Devenue veuve en 1841, elle hésite longtemps avant d’accepter de l’épouser, alarmée par les dettes perpétuelles et le bruit des aventures sentimentales de son amant. Ils sillonnent l'Europe et Ewelina accepte enfin de devenir madame de Balzac le 14 mars 1850 à Berdytchiv, renonçant à toutes ses terres en faveur de sa fille. Les démarches entreprises au début de l’année 1849 auprès du tsar pour que madame Hanska puisse conserver des biens en Russie en cas de mariage avec un sujet étranger n’aboutissent pas. Cinq mois plus tard, l'écrivain revenu en France meurt dans son hôtel parisien.  
Leur amour d'abord épistolaire est résumé ainsi par Gonzague Saint Bris : « Dix-huit ans d'amour, seize ans d'attente, deux ans de bonheur et six mois de mariage. » Il reste de cette belle et tragique histoire plus de quatre-cents lettres de Balzac - celles de madame Hanska ont été détruites.
Elle règle la succession de Balzac, puis reste ensuite à Paris, où elle se lie avec l'écrivain Champfleury et le peintre Jean Gigoux. Ce dernier fait d'elle un portrait au pastel exposé au Salon de 1852. Il s'ensuit une liaison quasi maritale entre elle et le peintre, qui dure jusqu'à sa[De qui ?] mort.
Elle meurt chez elle, au 22 de la rue Balzac, à Paris en 1882. Elle est inhumée au cimetière du Père-Lachaise dans la tombe de Balzac (division 48).

## L’affaire Octave Mirbeau

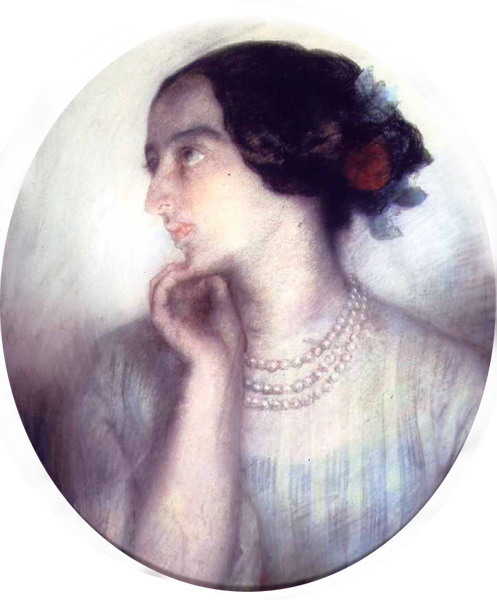
Anna Mniszech, fille de Madame Hanska par Jean Gigoux.

En 1907, Octave Mirbeau inclut dans La 628-E8, récit d'un voyage fait dans une automobile de marque Charron, plusieurs chapitres sur Balzac, intitulés respectivement « Avec Balzac », « La femme de Balzac » et « La Mort de Balzac ». Dans ce dernier chapitre, il rapporte des confidences que le peintre Jean Gigoux lui aurait faites dans son atelier, selon lesquelles, pendant que Balzac agonisait, madame Hanska recevait son amant dans la chambre voisine.
Apprenant par la presse l’existence de ce chapitre avant la parution du livre, Anna Mniszech née Hańska, issue du premier mariage de la comtesse et retirée au couvent des Dames de la Croix rue de Vaugirard, écrit à Mirbeau pour le prier de renoncer à la publication. Par respect pour une vieille dame soucieuse de l’honneur de sa mère, Mirbeau accepte de supprimer in extremis le chapitre incriminé, qui ne fut publié qu’après sa mort, car il aurait dû soutenir deux procès en diffamation qu’il eût perdus, n’ayant pas l’ombre d’une preuve, et parce que le livre eût été saisi,.
Réédité dans son intégralité en 1937 par Fasquelle, puis en 1989 et en 1999, La Mort de Balzac est surtout consacré à la critique des biographies de Balzac (celles de Théophile Gautier et Léon Gozlan, entre autres). Mirbeau regrette que le seul biographe balzacien compétent, le vicomte Charles de Spoelberch de Lovenjoul, n’ait justement pas écrit de biographie, peut-être par crainte de révéler des petitesses incompatibles avec l'image que l'on aime à se faire d'un grand homme. « Or c’est par ses péchés qu’un grand homme nous passionne le plus. C’est par ses faiblesses, ses ridicules, ses hontes, ses crimes et tout ce qu’ils supposent de luttes douloureuses, que Rousseau nous émeut aux larmes, et que nous le vénérons, que nous le chérissons, de tous les respects, de toutes les tendresses qui sont dans l’humanité. » Il insiste sur le génie extraordinaire qui permettait à Balzac, par un seul mot, de « reconstituer, dans sa vérité logique, tout un être humain » et d'anticiper l'évolution de la société, léguant dans La Comédie humaine une « œuvre de divination universelle ».
Alors que, dans ce texte, Mirbeau ne cache pas son admiration pour Balzac (« homme extraordinaire […] prodige d'humanité ») et pour son œuvre (« énorme, tumultueuse, bouillonnante »), Marcel Bouteron y voit une manifestation de la misogynie de cet écrivain et de ses rapports tumultueux avec sa propre femme, l’ancienne actrice de théâtre Alice Regnault, dont il se venge par comtesse Hanska interposée.

## Filmographie
Le rôle de madame Hanska est interprété par Beata Tyszkiewicz dans la mini-série franco-polonaise Un grand amour de Balzac, réalisé par Jacqueline Audry et Wojciech Solarz, sorti en 1973, adapté de la biographie d'Honoré de Balzac.
Mme Hanska fut aussi incarnée par Fanny Ardant dans Balzac réalisé par Josée Dayan pour TF1 en 1999.